# Scarabaeus gilleti
Scarabaeus gilleti là một loài bọ cánh cứng trong họ Bọ hung (Scarabaeidae).